# Hyperbola-2
Hyperbola-2 (dénomination anglophone signifiant « Hyperbole », en chinois : 双曲线二号 : Shian Quxian 2, SQX-2) était projet un lanceur léger commercial chinois de la société iSpace. Hyperbola-2, qui pouvait placer 1,9 tonne en orbite basse et 800 kg sur une orbite héliosynchrone. Il disposait d'un premier étage qui revennait se poser sur Terre et qui était réutilisable. La fusée était propulsée des moteurs-fusées conçus par iSpace qui brûlait un mélange de méthane et d'oxygène liquide. Le premier vol d'Hyperbola-2 était prévu en 2023. Ce projet est abandonné en juillet 2023 au profit d'un lanceur moyen partiellement réutilisable Hyperbola-3 capable de placer une dizaine de tonnes en orbite basse.

## Historique
iSpace (Beijing Interstellar Glory Space Technology Ltd), créée en 2016, est une des start-up qui se sont formées à la suite de l'ouverture au privé par les autorités chinoises en 2014 du marché du lancement des satellites. Après avoir levé 100 millions US$ sur le marché financier en série A, elle est la première société privée chinoise à avoir réussi un vol orbital avec le lancement d'Hyperbola-1 le 23 juillet 2019, un micro-lanceur à propergol solide.

## Développement d'Hyperbola-2
La société a un plan ambitieux de développement qui comprend la mise au point de lanceurs réutilisables de puissance croissante. Pour développer ceux-ci ainsi que les moteurs-fusées brûlant du méthane et de l'oxygène qui les propulsent, elle a réussi à lever en août 2020 173 millions US$ de fonds sur le marché financier en série B. Le lanceur Hyperbola-2 est le premier lanceur réutilisable développé. Il doit être suivi d'Hyperbola-3, une version flanquée de propulseurs d'appoint. iSpace prévoit d'effectuer un premier test de l'étage réutilisable en 2023 et de réaliser un vol orbital d'Hyperbola-2 la même année,.

## Abandon du projet
iSpace officialise en juillet 2023 l'abandon de l'Hyperbola-2 au profit d'un lanceur moyen partiellement réutilisable Hyperbola-3 capable de placer une dizaine de tonnes en orbite basse.

## Caractéristiques techniques
Hyperbola-2 est un lanceur léger comprenant deux étages propulsés par des moteurs-fusées à ergols liquides développant au décollage une poussée de 106 tonnes. Le lanceur a un diamètre de 3,35 mètres au niveau de son premier étage pour une hauteur totale de 28 mètres. Le deuxième étage a un diamètre de 2,25 mètres. Les deux étages utilisent un moteur-fusée brûlant un mélange de méthane et d'oxygène liquide avec une poussée de 150 kilonewtons. Le premier étage peut revenir sur Terre et être réutilisé. Selon son constructeur, le lanceur sera capable de placer une charge utile de 1,9 tonne sur une orbite terrestre basse et de 500 kilogrammes sur une orbite héliosynchrone de 500 kilomètres (800 kg en version non réutilisable).